# سد سيدي البراق
سد سِيدِي البَرّاق سدّ تونسي يقع على وادي الزوارع في ولاية باجة، شمال غربي مدينة نفزة.

### مواضيع ذات علاقة
- وادي الزوارع.